# Отроковичі
Отроковичі (рос. Отроковичи) — присілок в Конаковському районі Тверської області Російської Федерації.
Населення становить 49 осіб. Входить до складу муніципального утворення Городенське сільське поселення.

## Історія
Від 2005 року входить до складу муніципального утворення Городенське сільське поселення.

## Населення
| 1859 | 1886 | 1992 | 2002 | 2010 |
| ---- | ---- | ---- | ---- | ---- |
| 338  | ↘337 | ↘97  | ↘55  | ↘49  |